# Yoga Pratama
Pour les articles homonymes, voir Yoga (homonymie) et Pratama.
Yoga Pratama, né le 18 novembre 1983 à Jakarta (Indonésie), est un acteur et présentateur de télévision indonésien.
Yoga Pratama a été nommé quatre fois pour la coupe Citra et a remporté un trophée au Festival du film indonésien 2008 dans la catégorie Meilleur acteur dans un second rôle masculin grâce à sa performance dans le film 3 Doa 3 Cinta (id) (2008).

## Biographie
Yoga Pratama étudie au Jakarta Arts Institute, D-3 Film and Television.
Il remporte en 2008 le prix du meilleur acteur dans un second rôle masculin au Festival du film indonésien pour son rôle de Rian dans le film 3 Doa 3 Cinta (id) (2008).

## Filmographie partielle
Cette liste est dynamique en ce qu'elle évolue régulièrement et ne sera peut-être jamais complète. Vous pouvez la compléter en citant des sources fiables.

### Au cinéma
- 1989 : Tragedi Bintaro (id) (premier travail)
- 1991 : Bisa Naik Bisa Turun (id) : Doni
- 1991 : Potret (id)
- 1992 : Masuk Kena Keluar Kena (id)
- 1994 : Bebas Aturan Main (id) : Adik Yuli
- 2007 : Sang Dewi (id) : Piyek
- 2008 : 3 Doa 3 Cinta (id) : Rian
- 2011 : Khalifah (id) : Faisal
- 2016 : The Window (id) : Joko
- 2017 : Bid'ah Cinta (id) : Zaki
- 2017 : Marlina, la tueuse en quatre actes (Marlina, Si Pembunuh dalam Empat Babak) : Frans
- 2018 : Lima (id) : Aryo
- 2020 : Mudik (id) : Agus
- 2021 : Cinta Bete (id) :  Alfredo
- 2022 : Jailangkung: Sandekala (id) : Heru
- 2023 : Berbalas Kejam (id) :  Diaz
- 2023 : Buya Hamka (id) : Zaki Hamka
- 2023 : Hamka & Siti Raham Vol. 2 (id) : Zaki Hamka
- 2024 : La Frontière des ombres (Kabut Berduri) :  Thomas Martinus
- 2024 : Cinta dari Timor (id)
- À venir : Hantu Pamburu (id)

### Séries télévisées
- 1992 : Ada Ada Saja (id) : Bobby (épisode 6 et 7)
- 1998-1999 : Misteri Gunung Merapi (id) : Sembara kecil  (saison 1)
- 1999-2001 : Mr. Hologram (id)
- 1999 : Tutur Tinular (id) : Jayanegara remaja
- 2004-2005 : Jodoh Jejaka (id)
- 2005 : Hidayah (id)  (épisodes Akhir Hidup Seorang Pemabuk dan Pembuat Onar et Pemuda Laknat)
- 2005 : FTV Hidayah (id)  (épisodes Mengingkari Nazar, Meninggal dengan Lidah Menjulur et Mayat Mengering dan Mengeluarkan Darah)
- 2007 : Legenda (id)  (épisode Pemburu dan Ular Raksasa)
- 2007 : Ghost (id)  (épisode Sundel Bolong)
- 2012 : Si Biang Kerok (id) : Fatir